# Список лунных кратеров, Й
| Кратер | Латинское название | Диаметр  | Эпоним                     | Год утверждения МАС |
| ------ | ------------------ | -------- | -------------------------- | ------------------- |
| Йеркс  | Yerkes             | 34,94 км | Чарлз Йеркс (1837—1905)    | 1935                |
| Йоши   | Yoshi              | 0,5 км   | Мужское имя в Японии (Ёси) | 1976                |